# 八面通站
八面通站，位于中华人民共和国黑龙江省牡丹江市穆棱市八面通镇，是城鸡铁路上的火车站，建于1925年，由哈尔滨局集团管辖。

## 歷史
- 建于1925年。
- 2019年1月6日增开前往穆棱新站的摆渡列车[2]。

## 車站周邊
- 中国医科大学血栓病医院穆棱市分院
- 八面通镇人民政府
- 穆棱市卫生局

## 外部連結
- 中国铁路客户服务中心（页面存档备份，存于）